# حمد الجهيم
حمد الجهيم (بالإنجليزية: Hamad Al-Juahaim)‏؛ مواليد 12 أكتوبر 1987 في، السعودية، هو لاعب كرة قدم سعودي يلعب حالياً في نادي الجبلين.

## مسيرة اللاعب
كانت بداياته مع نادي الطائي و لعب معهم إلى عام 2015 , أعاره الطائي إلى نادي الرائد و لعب معهم 4 مباريات فقط وفي عام 2015 وقع مع نادي الفتح و وقع مع نادي الفيحاء في عام 2019 و انتقل إلى نادي أحد في صيف 2021 و لعب بعدها مع نادي الجبلين.

## روابط خارجية
- حمد الجهيم على موقع قاعدة بيانات كرة القدم.إي يو (الإنجليزية)
- حمد الجهيم على موقع ناشيونال فوتبول تيمز (الإنجليزية)
- حمد الجهيم على موقع Soccerway.com (الإنجليزية)